# Shuntarō Koga
Shuntarō Koga (japanisch 古賀 俊太郎 Koga Shuntarō; * 27. August 1998 in der Präfektur Tokio) ist ein japanischer Fußballspieler.

## Karriere
Shuntarō Koga erlernte das Fußballspielen in den Jugendmannschaften von Tokyo Verdy in Japan, von Leicester City in England, dem PEC Zwolle in den Niederlanden sowie in Belgien bei Royale Union Saint-Gilloise. Seinen ersten Vertrag unterschrieb er Mitte 2019 beim FK Auda in Riga. Der Verein aus Lettland spielte in der zweiten lettischen Liga, der 1. līga. Nach vier Zweitligaspielen kehrte er Anfang 2020 in sein Geburtsland zurück. Hier nahm ihn Renofa Yamaguchi FC unter Vertrag. Der Verein aus Yamaguchi spielte in der zweiten japanischen Liga, der J2 League. Sein Zweitligadebüt gab er am 25. November 2020 im Heimspiel gegen JEF United Ichihara Chiba. Hier stand er in der Startelf und wurde in der 54. Minute gegen Takahiro Kō ausgewechselt. Anfang 2021 unterschrieb er einen Vertrag beim FC Kariya. Der Verein aus Kariya spielte in der vierten Liga, der Japan Football League. Im März 2022 ging Koga nach Australien zum Caroline Springs FC und nur vier Monate später wechselte er zum heimischen Drittligisten Yokohama Sports & Culture Club.